# Meyer Herman Bing
Meyer Herman Bing (4. juni 1807 i København – 15. september 1883 i Skovshoved) var en dansk industridrivende.

## Karriere
Allerede som dreng medvirkede han i en af hans fader, Heiman/Herman Jacob Bing, oprettet bog- og papirhandel. Han blev 1838 optaget i forretningen, der nu fik navnet "H.I. Bing & Søn", og som han ved faderens død 1844 overtog sammen med en yngre brodr Jacob Herman Bing.
1846 skaffede firmaets virksomme indehavere et efter datidens forhold storartet lokale på hjørnet af Kronprinsensgade og Pilestræde (i København), hvor det erhvervede sig et navn på kunst- og galanterihandelens område. Firmaet udgav en række betydningsfulde bøger – bl.a. børnebilledbogen Den store Bastian af den tyske læge Heinrich Hoffmann oversat af Simon Levin Simonsen – og kunstblade, ligesom det sammen med kobberstikker Martinus William Ferslew anlagde et litografisk etablissement, der 1857 gik over til etatsråd Jean Christian Ferslew.
Allerede 1852 havde Bing sammen med sin broder Jacob Herman Bing og Frederik Vilhelm Grøndahl oprettet porcelænsfabrikken Bing & Grøndahl, og han var desuden en af interessenterne i Christianshavns Dampmølle, ja kaldtes en tid dampmøller; 1863 overdrog han og hans broder firmaet H.I. Bing & Søn til en søn, Jacob Martin Bing, og svigersøn, Benny Henriques. Bing udfoldede en betydelig virksomhed, og hans dygtighed anerkendtes. 1856 stod han som dirigent ved det første skandinaviske boghandlermøde, 1858-77 var han borgerrepræsentant, 1868-71 formand i Industriforeningen og til sin død direktør for Københavns to jødiske friskoler, Friskolen for Drengebørn af den jødiske Tro og Carolineskolen for Piger.
Han blev Ridder af Dannebrog 1862 og Dannebrogsmand 1872.

## Familie
9. november 1831 ægtede han i Synagogen i København Eva Simonsen (18. oktober 1809 i København – 2. september 1883 i Skovshoved), datter af silke- og klædekræmmer Levin Simonsen (1780-1843) og Ester Henriques (1785–1852). Børn:
1. Jacob Martin Bing (1833-1903)
2. Betzy Louise Bing (18. oktober 1834 – 1916)
3. Frederik Moritz Bing (1839-1912)
4. Rosa Bing (25. september 1842 – ?)
5. Herman Meyer Bing (1845-1896)
6. Laurids Martin Bing (1850-1903)
7. August Bing (3. august 1851 – ?)

Meyer Herman Bing er begravet på Mosaisk Nordre Begravelsesplads.

## Gengivelser
Bing er gengivet i portrætmalerier af Julius Friedlænder 1847 og David Monies 1860. Buste af Th. Stein 1881. Xylografi 1883 og xylografi efter dette af H.P. Hansen 1888.